# Phil Monckton
John Philip Monckton-Arundell, 13. Viscount Galway (* 8. April 1952 in Saint-Boniface, Manitoba), bekannt unter dem Kurznamen Phil Monckton, ist ein ehemaliger kanadischer Ruderer und irischer Peer.

## Leben
Er ist der Sohn des kanadischen Marineoffiziers George Monckton-Arundell, 12. Viscount Galway, aus dessen Ehe mit Fiona Margaret Taylor.
Der 1,96 m große Monckton belegte mit dem kanadischen Achter den achten Platz bei den Weltmeisterschaften 1975. Im nächsten Jahr wechselte er zusammen mit Ian Gordon in den Vierer ohne Steuermann. Zusammen mit Brian Dick und Andrew van Ruyven belegten Gordon und Monckton den fünften Platz bei den Olympischen Spielen 1976 in Montreal. Ebenfalls den fünften Platz erreichten die vier Kanadier bei den Weltmeisterschaften 1977. Bei den Panamerikanischen Spielen 1979 startete Monckton im Einer und gewann die Silbermedaille hinter dem Argentinier Ricardo Ibarra und vor James Dietz aus den Vereinigten Staaten.
Nach dem Olympiaboykott 1980 trat Monckton 1983 wieder international auf. Bei den Weltmeisterschaften 1983 belegten Doug Hamilton, Mike Hughes, Phil Monckton und Bruce Ford den vierten Platz hinter den beiden deutschen Booten aus West und Ost und den Italienern. Bei den Olympischen Spielen 1984 in Los Angeles belegten die vier Kanadier im zweiten Vorlauf den dritten Platz hinter dem Boot aus der Bundesrepublik Deutschland und den Italienern. Nach dem Sieg im Hoffnungslauf belegten die Kanadier im Finale den dritten Platz hinter den Deutschen und den Australiern.
Der Absolvent der University of Western Ontario kehrte 2004 zum Rudersport zurück und übernahm als Vizepräsident für Leistungssport Verantwortung im kanadischen Verband.
Beim Tod seines Vaters erbte er dessen irische Adelstitel als 12. Viscount Galway und 13. Baron Killard. Er lebt in Toronto, Ontario.
Seine 1980 geschlossene erste Ehe mit Deborah Kathleen Holmes blieb kinderlos und wurde 1992 geschieden. Aus seiner 1994 geschlossenen zweiten Ehe mit Tracey Jean Black hat er einen Sohn, Geoffrey Taylor Black Monckton-Arundell (* 1996). Da seine zweite Ehe nur nach dem Common Law der Provinz Ontario geschlossen wurde, ist sein Sohn offenbar von der Erbfolge auf seine Adelstitel ausgeschlossen.